# Mistrzostwa Świata w Lekkoatletyce 2011 – bieg na 400 m mężczyzn
Bieg na 400 metrów mężczyzn – jedna z konkurencji rozgrywanych podczas lekkoatletycznych mistrzostw świata na Daegu Stadium w Daegu. 
Obrońcą tytułu mistrzowskiego z 2009 roku jest Amerykanin LaShawn Merritt.

## Terminarz
| Data        | Godzina |            |
| ----------- | ------- | ---------- |
| 28 sierpnia | 11:15   | Eliminacje |
| 29 sierpnia | 20:00   | Półfinał   |
| 30 sierpnia | 21:45   | Finał      |

## Rekordy
Tabela prezentuje rekord świata, rekordy poszczególnych kontynentów, mistrzostw świata, a także najlepszy rezultat na świecie w sezonie 2011 przed rozpoczęciem mistrzostw.
|                                                | Zawodnik              | Wynik | Miejsce   | Data                  |
| ---------------------------------------------- | --------------------- | ----- | --------- | --------------------- |
| Rekord świata                                  | Michael Johnson       | 43,18 | Sewilla   | 26 sierpnia 1999(dts) |
| Listy światowe                                 | Kirani James          | 44,61 | Londyn    | 5 sierpnia 2011(dts)  |
| Rekord mistrzostw świata                       | Michael Johnson       | 43,18 | Sewilla   | 26 sierpnia 1999(dts) |
| Rekord Afryki                                  | Gary Kikaya           | 44,10 | Stuttgart | 9 września 2006(dts)  |
| Rekord Azji                                    | Mohamed Amer Al-Malky | 44,56 | Budapeszt | 12 sierpnia 1988(dts) |
| Rekord Ameryki Północnej, Środkowej i Karaibów | Michael Johnson       | 43,18 | Sewilla   | 26 sierpnia 1999(dts) |
| Rekord Ameryki Południowej                     | Sanderlei Parrela     | 44,29 | Sewilla   | 26 sierpnia 1999(dts) |
| Rekord Europy                                  | Thomas Schönlebe      | 44,33 | Rzym      | 3 września 1987(dts)  |
| Rekord Australii i Oceanii                     | Darren Clark          | 44,36 | Seul      | 26 września 1988(dts) |

## Rezultaty

### Eliminacje
Eliminacje zostały zaplanowane na niedzielę 28 sierpnia. 40 sprinterów zostało podzielonych na 5 biegów, z których do półfinałów bezpośrednio awansuje 4 pierwszych zawodników oraz dodatkowo 4 z najlepszymi czasami.

#### Bieg 1
Godzina: 11.15
| Miejsce | Zawodnik            | Rezultat | Uwagi          |
| ------- | ------------------- | -------- | -------------- |
| 1       | Rondell Bartholomew | 44,82    | Q              |
| 2       | Renny Quow          | 44,84    | Q,             |
| 3       | Greg Nixon          | 45,16    | Q              |
| 4       | Tabarie Henry       | 45,22    | Q              |
| 5       | Riker Hylton        | 45,54    | q              |
| 6       | Mathieu Gnanligo    | 47,01    |                |
| 7       | Nelson Stone        | 47,86    |                |
| 8       | Kerfalla Camara     | 49,74    | Rekord życiowy |

#### Bieg 2
Godzina: 11.23
| Miejsce | Zawodnik                  | Rezultat | Uwagi                     |
| ------- | ------------------------- | -------- | ------------------------- |
| 1       | Jermaine Gonzales         | 45,12    | Q                         |
| 2       | Jamaal Torrance           | 45,44    | Q                         |
| 3       | Marcin Marciniszyn        | 45,51    | Q                         |
| 4       | Demetrius Pinder          | 45,53    | Q                         |
| 5       | Erison Hurtault           | 46,10    | q                         |
| 6       | Nicolau Palanca           | 49,37    | Najlepszy wynik w sezonie |
| 7       | Ak. Hafiy Tajuddin Rositi | 50,12    |                           |

#### Bieg 3
Godzina: 11.31
| Miejsce | Zawodnik          | Rezultat | Uwagi                     |
| ------- | ----------------- | -------- | ------------------------- |
| 1       | LaShawn Merritt   | 44,35    | Q,                        |
| 2       | Kévin Borlée      | 44,77    | Q                         |
| 3       | Rabah Yousif      | 45,20    | Q                         |
| 4       | Yūzō Kanemaru     | 45,51    | Q                         |
| 5       | Pawieł Trienichin | 45,55    | q,                        |
| 6       | Arnold Sorina     | 48,76    | Najlepszy wynik w sezonie |
|         | Arismendy Peguero | DNS      |                           |
|         | Gary Kikaya       | DNS      |                           |

#### Bieg 4
Godzina: 11.39
| Miejsce | Zawodnik        | Rezultat | Uwagi                     |
| ------- | --------------- | -------- | ------------------------- |
| 1       | Kirani James    | 45,12    | Q                         |
| 2       | Jonathan Borlée | 45,16    | Q                         |
| 3       | Ramon Miller    | 45,31    | Q,                        |
| 4       | William Collazo | 45,89    | Q                         |
| 5       | Bonggo Park     | 46,42    | Najlepszy wynik w sezonie |
| 6       | Pako Seribe     | 46,97    |                           |
| 7       | Augusto Stanley | 47,31    |                           |
| 8       | Bahaa Al Farra  | 49,04    | Rekord życiowy            |

#### Bieg 5
Godzina: 11.47
| Miejsce | Zawodnik                 | Rezultat | Uwagi |
| ------- | ------------------------ | -------- | ----- |
| 1       | Chris Brown              | 45,29    | Q     |
| 2       | Martyn Rooney            | 45,30    | Q,    |
| 3       | Oscar Pistorius          | 45,39    | Q     |
| 4       | Femi Ogunode             | 45,42    | Q,    |
| 5       | Nery Brenes              | 45,47    | q     |
| 6       | Tony McQuay              | 46,76    |       |
| 7       | Ahmed Mohamed Al-Merjabi | 47,99    |       |
|         | Abdou Razack Rabo Samma  | DQ       |       |

### Półfinał

#### Bieg 1
Godzina: 20:00
| Miejsce | Zawodnik        | Rezultat | Uwagi |
| ------- | --------------- | -------- | ----- |
| 1       | LaShawn Merritt | 44,76    | Q     |
| 2       | Kévin Borlée    | 45,02    | Q     |
| 3       | Rabah Yousif    | 45,43    |       |
| 4       | Renny Quow      | 45,72    |       |
| 5       | Ramon Miller    | 45,88    |       |
| 6       | Yūzō Kanemaru   | 46,11    |       |
| 7       | William Collazo | 46,13    |       |
| 8       | Erison Hurtault | 46,41    |       |

#### Bieg 2
Godzina: 20:08
| Miejsce | Zawodnik           | Rezultat | Uwagi |
| ------- | ------------------ | -------- | ----- |
| 1       | Kirani James       | 45,20    | Q     |
| 2       | Tabarie Henry      | 45,53    | Q     |
| 3       | Chris Brown        | 45,54    |       |
| 4       | Jamaal Torrance    | 45,73    |       |
| 5       | Nery Brenes        | 45,93    |       |
| 6       | Marcin Marciniszyn | 45,94    |       |
| 7       | Martyn Rooney      | 46,09    |       |
| 8       | Riker Hylton       | 46,99    |       |

#### Bieg 3
Godzina: 20:16
| Miejsce | Zawodnik            | Rezultat | Uwagi |
| ------- | ------------------- | -------- | ----- |
| 1       | Jermaine Gonzales   | 44,99    | Q     |
| 2       | Jonathan Borlée     | 45,14    | Q     |
| 3       | Rondell Bartholomew | 45,17    | q     |
| 4       | Femi Ogunode        | 45,41    | q,    |
| 5       | Greg Nixon          | 45,51    |       |
| 6       | Pawieł Trienichin   | 45,68    |       |
| 7       | Demetrius Pinder    | 45,87    |       |
| 8       | Oscar Pistorius     | 46,19    |       |

### Finał
| Poz. | Zawodnik            | Reprezentacja                        | Czas  | Uwagi |
| ---- | ------------------- | ------------------------------------ | ----- | ----- |
|      | Kirani James        | Grenada                              | 44,60 | PB    |
|      | LaShawn Merritt     | Stany Zjednoczone                    | 44,63 |       |
|      | Kévin Borlée        | Belgia                               | 44,90 |       |
| 4    | Jermaine Gonzales   | Jamajka                              | 44,99 |       |
| 5    | Jonathan Borlée     | Belgia                               | 45,07 |       |
| 6    | Rondell Bartholomew | Grenada                              | 45,45 |       |
| 7    | Tabarie Henry       | Wyspy Dziewicze Stanów Zjednoczonych | 45,55 |       |
| 8    | Femi Ogunode        | Katar                                | 45,55 |       |